# Aleochara sequoia
Aleochara sequoia är en skalbaggsart som beskrevs av Jan Klimaszewski och François Génier 1987. Aleochara sequoia ingår i släktet Aleochara och familjen kortvingar. Inga underarter finns listade i Catalogue of Life.